# マヨヒガ (ゲーム)
『マヨヒガ』は、2004年7月9日にフリーウェアとして公開されたRPGツクール2000製のアドベンチャーゲーム。関連作品である『オシチヤ』については後述する。

## マヨヒガ

### 概要
祭りがあった日の夜にさらわれた主人公の幼い少女が、妖怪の住む屋敷からの脱出を試みるというストーリーとなっている。ゲーム中に登場するアイテムは装備することによって効果を発揮する。そして「松ヤニ玉」は印のついた提灯の前で使用すると「影小僧」からヒントをもらうことができ、特定の場所ではイベントも発生する。なお本作には5種類のエンディングデモが用意されている。
作者oumi（逢海）は、題材として「調べ物しなくてもまあまあ前提知識がある民俗系」を選び、僅か10日間で完成させた作品であったと述べている。

### 評価
ふりーむのレビュー記事では「RPGツクールを使った謎解きアドベンチャーだけに最初は少し違和感を感じた」としつつも、「ユニークなキャラが数多く存在し、緊迫した化け物屋敷の中でありながらも、どこか和やかな雰囲気で物語が進む点に好感が持てた」と評されている。また「目立ったシステムは無いものの、一つ一つの設定や"謎"がしっかりできて」いる点も評価されている。
朝日新聞のコーナー「ソフ得」では「随所になかなかのセンスが光って」いると評価された。このコーナーを担当した鐸木能光は「ストーリーの背景にある『教養』や哲学がかいま見られる」作品であり、「質の高いソフトが無料公開されている」ことに「同じ『娯楽作家』としては複雑な気持ちになる」と述べている。

## オシチヤ
『オシチヤ』は、コンテストパークWeb 2006 summer（2006年6月8日結果発表）において銅賞を受賞したRPGツクール2000製のアドベンチャーゲーム。

### 概要
作者oumiは「『マヨヒガ』に出すことができなかった大好きな妖怪たち」を登場させるために制作したとしており、「妖怪好きが作ったので、ウロウロする妖怪を見て楽しんでくれるとうれしい」と述べている。また「勢いで作った」とされる『マヨヒガ』とは「別切り口」による作品であって、それぞれ「扱っている要素」が異なるとも述べている。
主人公の幼い「おんなのこ」が、すねこすりの助力を得て妖怪の住む屋敷から脱出するというストーリーになっている。「おんなのこ」とすねこすりはそれぞれが異なる能力を持っており、プレイヤーは操作キャラクターを切り替えながらゲームを進めてゆく。『マヨヒガ』と同じくアイテムは装備することによって効果を発揮する。そして本作には7種類のエンディングデモが用意されている。
なお『マヨヒガ』や『オシチヤ』におけるチュートリアルのステップアップ設計について、oumiは「当時はそんなに意識してなかった」としながらも「プレイヤーはテキストで説明されても読み流す」ため「プレイしている中で、自然とルールを覚えられる構造がいい」との考えを述べている。

### 評価
コンテストパークでは「凝ったゲームシステムを持つ完成度の高い作品」と評価されて銅賞を受賞している。一方で「難解な謎解きイベントが多く、なかなかシナリオを進められないジレンマを強く感じてしまった」「もっとストーリー性の強い作品に仕上げてほしかった」「もしくは謎解きイベントをもっと物語と絡められたら、よかったかもしれない」とも評されている。
またベクターの「新着ソフトレビュー」では、「最大の魅力は、やはりシステムを活かした『謎解き』だろう」と評価されており、「『すねこすり』をはじめとする、奇妙な妖怪たちによる独特の世界観も楽しい」と評されている。またゲーム中に登場する「妖怪図鑑」を埋める楽しみもあるともされている。
Crowdrive Gamesでは、『マヨヒガ』と『オシチヤ』について「むかし話のような雰囲気の、すこし不思議な世界を覗くことができる」作品と評しており、民俗学に関心をもつ作者だからこそ作ることができたゲームであるとしている。